# Banque nationale de Roumanie
Pour les articles homonymes, voir BNR.
La Banque nationale de Roumanie (en roumain : Banca Națională a României ou BNR) est la banque centrale de la Roumanie. Elle fut créée en avril 1880 et fait partie du Système européen de banques centrales.

## Histoire

### Période communiste
Pendant la période communiste, la BNR était une institution d'état.
La nationalisation a eu lieu en 1947, justifié comme un moyen de sortir de l'impasse économique qui a suivi la Seconde Guerre mondiale (inflation élevée, spéculation, migrations internes provoquées par la sécheresse de 1946).
La nationalisation a été utilisée comme une forme de légitimation, en 1948, de la nouvelle rèforme monétaire, par laquelle s'est opérée la transition de l'ancient leu au nouveau leu et qui imposait aux bourgeois un certain plafond de monnaie qu'ils pouvaient échanger. La « classe exploitante » s'est appauvrie du jour au lendemain.

## Liste des gouverneurs
|  | Nom                      | Début du mandat   | Fin du mandat     |
|  | ------------------------ | ----------------- | ----------------- |
|  | Ion Câmpineanu           | 27 juillet 1880   | 13 décembre 1882  |
|  | Anton Carp               | 13 décembre 1882  | 10 mars 1888      |
|  | Theodor Rosetti          | 1er décembre 1890 | 3 décembre 1895   |
|  | Mihail C. Șuțu           | 18 novembre 1899  | 31 décembre 1904  |
|  | Theodor Ștefănescu       | 12 mars 1907      | 1er novembre 1909 |
|  | Ioan G. Bibicescu        | 24 décembre 1916  | 31 décembre 1921  |
|  | Mihail Oromolu           | 1er janvier 1922  | 31 décembre 1926  |
|  | Dumitru Tilică Burileanu | 1er janvier 1927  | 9 mars 1931       |
|  | Constantin Angelescu     | 9 mars 1931       | 10 juin 1931      |
|  | Mihail Manoilescu        | 14 juillet 1931   | 27 novembre 1931  |
|  | Grigore Dimitrescu       | 3 février 1934    | 26 juillet 1935   |
|  | Mitiță Constantinescu    | 23 septembre 1935 | 17 septembre 1940 |
|  | Alexandru Ottulescu      | 17 septembre 1940 | 1er avril 1944    |
|  | Ion I. Lapedatu          | 30 septembre 1944 | 14 mars 1945      |
|  | Constantin Tătăranu      | 14 mars 1945      | 21 mai 1946       |
|  | Tiberiu Moșoiu           | 21 mai 1946       | 8 novembre 1947   |
|  | Aurel Vijoli             | 18 novembre 1947  | 5 mars 1952       |
|  | Anton Moisescu           | 5 mars 1952       | 23 mai 1953       |
|  | Petre Bălăceanu          | 23 mai 1953       | 4 février 1956    |
|  | Marin Lupu               | 4 février 1956    | 27 mars 1957      |
|  | Coloman Maioreanu        | 23 janvier 1959   | 1er avril 1963    |
|  | Vasile Malinschi         | 1er avril 1963    | 20 septembre 1977 |
|  | Vasile Răuță             | 20 septembre 1977 | 16 mars 1984      |
|  | Florea Dumitrescu        | 16 mars 1984      | 17 mars 1989      |
|  | Decebal Urdea            | 31 mars 1989      | 4 septembre 1990  |
|  | Mugur Isărescu           | 4 septembre 1990  |                   |